# Rhyacophila orghidani
Rhyacophila orghidani är en nattsländeart som beskrevs av Lazar Botosaneanu 1952. Rhyacophila orghidani ingår i släktet Rhyacophila och familjen rovnattsländor. Inga underarter finns listade i Catalogue of Life.